# Saint-Jean-Baptiste (Quebec)
Saint-Jean-Baptiste, antes llamado Saint-Jean-Baptiste-de-Rouville, es un municipio de la provincia de Quebec, Canadá. Es una de las ciudades pertenecientes al municipio regional de condado de La Vallée-du-Richelieu y, a su vez, a la región de Montérégie-Est en Montérégie.

## Geografía

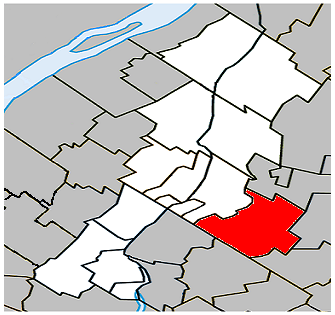
Ubicación de Saint-Jean-Baptiste en La Vallée-du-Richelieu.

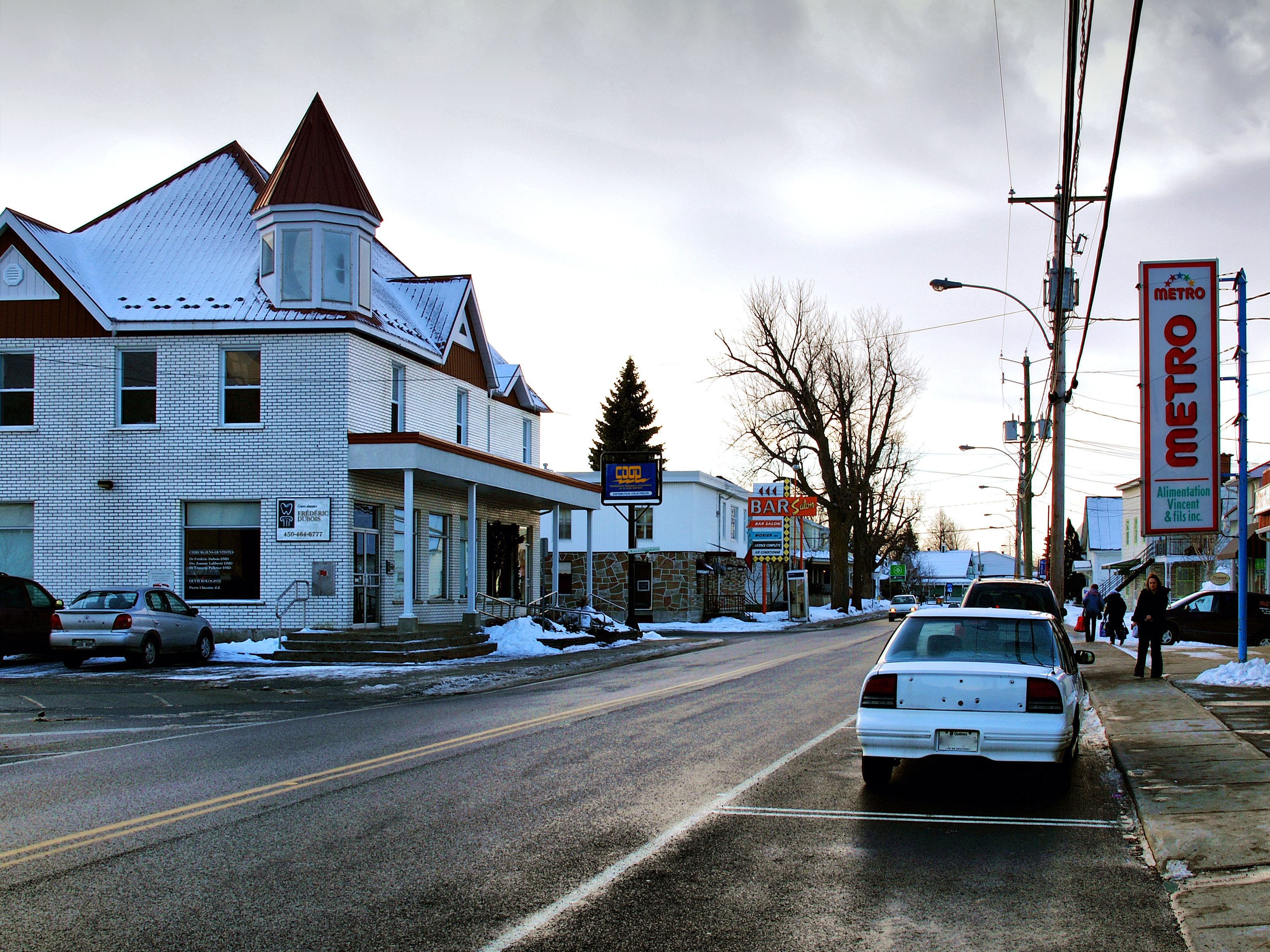
Rue Principale

El territorio de Saint-Jean-Baptiste está ubicado entre Sainte-Marie-Madeleine al norte, Saint-Damase al este, Rougemont al sureste, Marieville al sur, Saint-Mathias-sur-Richelieu al suroeste y Mont-Saint-Hilaire al oeste. Tiene una superficie total de 72,88 km² cuyos 72,66 km² son tierra firme. Saint-Jean-Baptiste está ubicado por la orilla derecha del río Richelieu en la planicie de San Lorenzo. La rivière des Hurons atraviesa el territorio de Saint-Jean-Baptiste.

## Historia

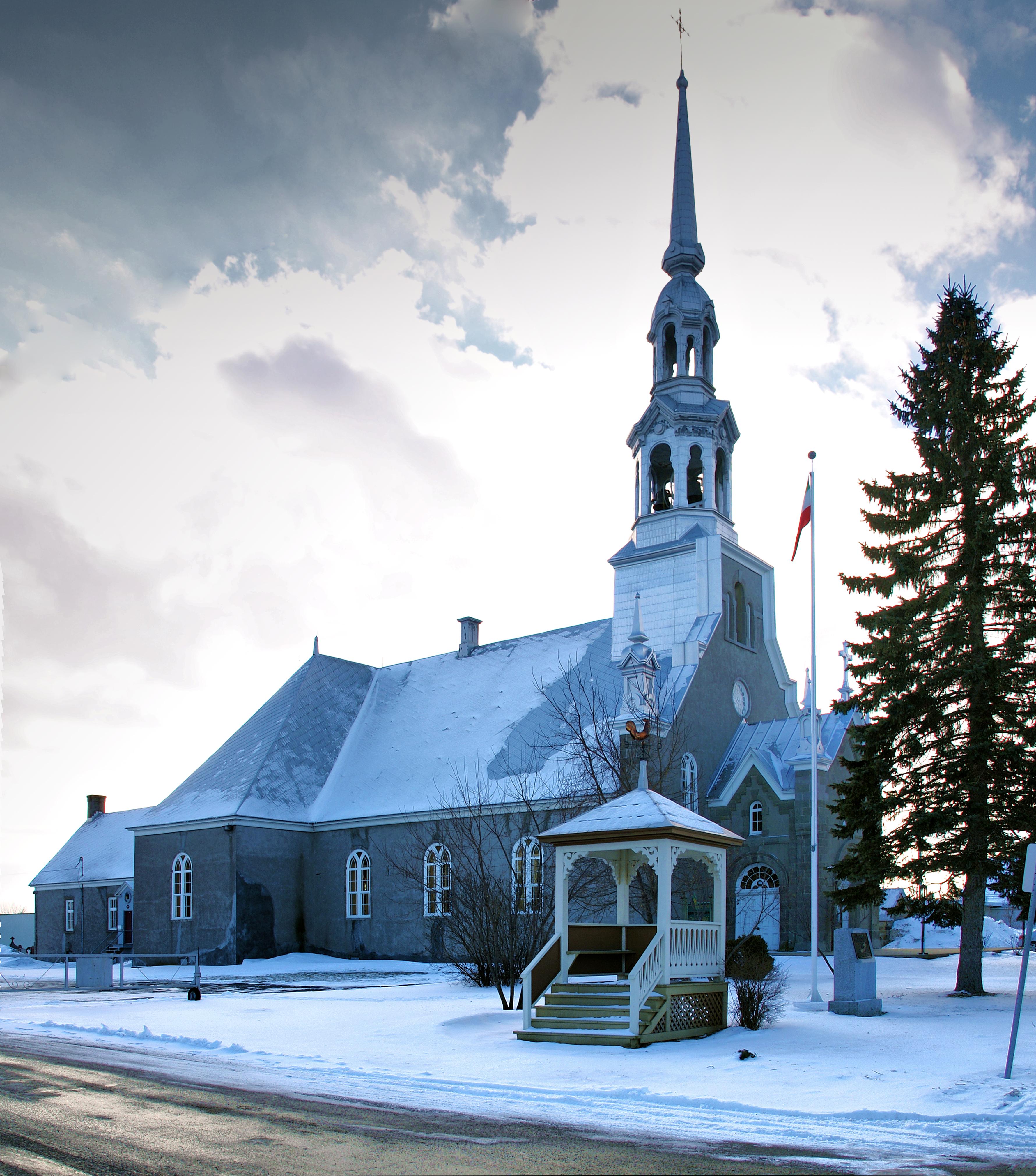
Iglesia Saint-Jean-Baptiste

El territorio de Saint-Jean-Baptiste está incluso en el antiguo señorío de Rouville de Nueva Francia, concedido en 1694 a Jean-Baptiste Hertel de Rouville. La colonización empezó hacia 1730 y se intensificó en los años 1780. La parroquia de Saint-Jean-Baptiste-de-Rouville fue fundada en 1797, instituida de manera canónica en 1846 y de manera civila en 1859. El primero municipio, creado en 1845, fue restablecido en 1855 como un municipio de parroquia. En 1982, Saint-Jean-Baptiste fue integrado al municipio regional de condado de Rouville pero en 1998, el consejo municipal decidió de se integrar al municipio regional de condado de La Vallée-du-Richelieu. El estatuto del municipio cambió en 2003 y su nombre oficial es municipio de Saint-Jean-Baptiste.

## Política
El alcalde está Marilyn Nadeau. El consejo municipal está elegido según seis distritos. El municipio está incluyendo en la Comunidad metropolitana de Montreal. El municipio está incluso de las circunscripciones electorales de Borduas a nivel provincial y de Verchères-Les Patriotes a nivel federal.

## Demografía
Según el censo de 2011, había 3191 habitantes (Jean-Baptistois y Jean-Baptistoises (en francés)) en este municipio con una densidad de población de 44,3 hab./km². Los datos del censo mostraron que de las 3035 personas censadas en 2006, en 2011 hubo un aumento de 156 habitantes (+5,1 %). El número total de inmuebles particulares resultó de 1361. El número total de viviendas particulares que se encontraban ocupadas por residentes habituales fue de 1329.

## Sociedad

### Personalidades
- Jean-Baptiste Hertel de Rouville (1668-1722), señor